# پل دیکوف
پل دیکوف (انگلیسی: Paul Dickov؛ زادهٔ ۱ نوامبر ۱۹۷۲) بازیکن فوتبال اهل بریتانیا است.
از باشگاه‌هایی که در آن بازی کرده‌است می‌توان به باشگاه فوتبال بلکپول، باشگاه فوتبال منچستر سیتی، باشگاه فوتبال آرسنال، باشگاه فوتبال کریستال پالاس، باشگاه فوتبال دربی کانتی، باشگاه فوتبال لیدز یونایتد، باشگاه فوتبال اولدهام اتلتیک، باشگاه فوتبال لوتون تاون، باشگاه فوتبال بلکبرن روورز، باشگاه فوتبال لستر سیتی، و باشگاه فوتبال برایتون اند هوو آلبیون، باشگاه فوتبال منچستر سیتی، باشگاه فوتبال لستر سیتی اشاره کرد.
وی همچنین در تیم ملی فوتبال اسکاتلند بازی کرده‌است.